# Singekerta
Singekerta is een bestuurslaag in het regentschap Gianyar van de provincie Bali, Indonesië. Singekerta telt 9412 inwoners (volkstelling 2010).